# Forstenrieder Allee (metropolitana di Monaco di Baviera)
La Forstenrieder Allee è una stazione della metropolitana di Monaco di Baviera, situata sulla linea U3, nel distretto Forstenried. La stazione fu inaugurata il 28 ottobre 1989, ed ha due binari.